# Ugo Mifsud Bonnici
Pour les articles homonymes, voir Mifsud et Bonnici.
Ugo Mifsud Bonnici , né le 8 novembre 1932 à Cospicua, est un avocat et homme politique maltais, membre du Parti nationaliste. Il est président de Malte du 4 avril 1994 au 4 avril 1999.

## Biographie

### Jeunesse et formation
Ugo Mifsud Bonnici est le fils du professeur Carmelo Mifsud Bonnici et de son épouse Maria Ross. Il suit ses études au lycée à l'université royale de Malte et obtient un baccalauréat universitaire ès lettres en 1952 et un doctorat en droit en 1955. Il exerce ensuite comme avocat. 
Le 3 mai 1959, il épouse Gemma Bianco, avec laquelle il a trois enfants. Il est le cousin de Karmenu Mifsud Bonnici.

### Carrière politique
Engagé au sein du Parti nationaliste, il est élu député en 1966 et réélu ensuite à chaque reprise. De 1972 à 1987, il est le porte-parole du parti pour l'éducation. En tant que député, il est membre de nombreux comités spéciaux, y compris le comité chargé de rédiger les amendements constitutionnels qui font de Malte une république en 1974. 
Le 9 mai 1987, le Parti nationaliste remporte les élections législatives et Bonnici est nommé ministre de l'Éducation dans le gouvernement dirigé par Edward Fenech Adami. Son portefeuille comprend l'éducation, l'environnement, la radiodiffusion, la culture, la jeunesse, les musées et le sport. En 1990, il devient ministre de l'Éducation et de l'Intérieur. À la suite des élections de 1992, Mifsud Bonnici est nommé ministre de l'Éducation et des Ressources humaines. Il travaille à l'élaboration de lois importantes telles que celles sur l'éducation, sur l'environnement, sur les archives nationales et sur la promotion de la santé et de la sécurité au travail. Il contribue également à l'amélioration  des écoles publiques. 
Le 4 avril 1994, il est élu président de Malte par la Chambre des représentants pour un mandat de cinq ans.